# Ступнянка
Ступня́нка — річка в Україні, в межах Дрогобицького району Львівської області. Права притока Бистриці Тисменицької (басейн Дністра).

## Опис
Довжина 11 км, площа басейну 35 км². Річка у верхів'ї типово гірська (починається на північно-східних схилах гори Завата), нижче носить частково рівнинний характер. Річище помірнозвивисте, місцями (в середній течії) сильно звивисте. Заплава здебільшого двостороння.

## Розташування
Витоки розташовані на гірському схилі в лісовому масиві, що на захід від села Нагуєвич. Річка тече переважно на північ (частково на північний схід). Впадає до Бистриці у селі Ступниці.
Притоки: Ступнянка Мала (ліва).
- Щоб відрізнити Ступнянку від її головної притоки — Малої Ступнянки (протікає з західного боку і паралельно до неї), у середній та верхній течії Ступнянку називають Великою Ступнянкою.